# Alabama 3
Alabama 3 er en Alternativ musikgruppe fra Storbritannien. Gruppens musikstil er en blanding af Rock, House og Blues m.m.

## Diskografi
- Exile on coldharbour lane (1997)
- La peste (2000)
- Last train to Nashville vol 2 (2003)
- Outlaw (2005)
- M.O.R. (2007)

| Musikgruppe | Spire Denne artikel om en britisk musikgruppe er en spire som bør udbygges. Du er velkommen til at hjælpe Wikipedia ved at udvide den. |